# Michael Oren Fitzgerald
Michael Oren Fitzgerald (Indianápolis, 1949) é um editor e escritor norte-americano de livros sobre a Filosofia Perene, as religiões mundiais, a arte e a cultura das diversas civilizações tradicionais.
Fitzgerald é também um especialista na tradição e cultura dos índios das planícies dos Estados Unidos, tendo escrito e editado vários volumes sobre a cultura e a espiritualidade pele-vermelha.
Ele é filho adotivo do chefe e pajé da tribo Crow Thomas Yellowtail—um dos mais conhecidos e respeitados líderes espirituais dos índios da América do Norte e sobre quem escreveu uma elogiada biografia..
Como editor, tem publicado livros dos principais autores da Filosofia Perene: Frithjof Schuon, René Guénon, Titus Burckhardt, Martin Lings e William Stoddart.
Como autor, escreveu e publicou, em 2010, a mais extensa e abrangente biografia do principal porta-voz da Filosofia Perene, o metafísico suíço-alemão Frithjof Schuon, intitulada Frithjof Schuon: Messenger of the Perennial Philosophy.